# 布萊克岩
布萊克岩（英語：Blake Rock）是南極洲的岩石，位於伊利沙伯女皇地，處於麥金高原以南9公里，屬於彭薩科拉山脈中帕圖克森特山脈的一部分，美國地質調查局根據測量和美國海軍拍攝的空中照片繪入地圖，現時由南極條約體系管理。